# Форканасо (Арецо)
Форканасо је насеље у Италији у округу Арецо, региону Тоскана.
Према процени из 2011. у насељу је живело 7 становника. Насеље се налази на надморској висини од 711 м.